# Quaqua linearis
Quaqua linearis är en oleanderväxtart som först beskrevs av Nicholas Edward Brown, och fick sitt nu gällande namn av Peter Vincent Bruyns. Quaqua linearis ingår i släktet Quaqua och familjen oleanderväxter. Inga underarter finns listade i Catalogue of Life.